# Beijing (mozdony)
A Beijing egy kínai  B-B tengelyelrendezésű dízel-hidraulikus erőátvitelű dízelmozdony-sorozat. Kína fővárosáról, Pekingről kapta a nevét. Az 1990 kW teljesítményű mozdonyok legnagyobb sebessége 120.
A standard változatból összesen 346 db készült, a kétszekciósból 12 (összesen 24 szekció),
Kína a mozdonyai közül többet értékesített a szomszédos Észak-Koreának.